# Euagrios Scholastikos
Euagrios Scholastikos (lateinisch Evagrius Scholasticus) (* 536/37; † ca. 600) war ein spätantiker Kirchenhistoriker.

## Leben und Werk
Euagrios wurde im syrischen Epiphaneia, einer griechisch geprägten Stadt, geboren. Als Kind erlebte er die persischen Invasionen der Jahre 540 bis 544, was ihn offenbar stark prägte. Er scheint eine gute Ausbildung genossen zu haben, die wohl durch ein Rechtsstudium in Konstantinopel den Abschluss fand (wahrscheinlich in den späten 50er Jahren des 6. Jahrhunderts). Er war eine Weile als Rhetor („Rechtsanwalt“) in Antiochia am Orontes tätig, bevor er der Sekretär des dortigen orthodoxen Patriarchen Gregor wurde. Offenbar genoss Euagrios in Rechtsangelegenheiten einen guten Ruf, denn er begleitete Gregor 588 nach Konstantinopel, wo er ihn in einem Prozess verteidigte. Euagrios war mehrmals verheiratet und hatte mehrere Kinder. Nach dem Tod seiner ersten Frau, die an den Folgen der Pest verstorben war, heiratete er im Oktober 588 nochmals. Auch mehrere seiner Kinder scheinen an den Folgen der Pest verstorben zu sein, was Euagrios einige Zeit in tiefe Trauer stürzte. Theologisch befürwortete er die Beschlüsse des Konzils von Chalkedon und wandte sich daher gegen die Miaphysiten.
Nach Gregors Tod 594 verfasste Euagrios eine Kirchengeschichte (Historia Ekklesiastike) in sechs Büchern, die die Zeit vom Beginn des nestorianischen Streits (428/431) bis in seine eigene Zeit behandelt; das Werk endet im Jahr 594.
Die Kirchengeschichte des Euagrios gilt als das letzte bedeutende antike Werk dieser Gattung. Die Tradition der Kirchengeschichte wurde dann erst in nachantiker Zeit wieder aufgegriffen. Stärker als viele andere spätantike Kirchenhistoriker widmete Euagrios dabei auch der Profangeschichte (vor allem in den letzten Büchern) breiten Raum, weshalb sein Werk vor allem für das sechste Jahrhundert und die Zeit Justinians I. eine wichtige Quelle darstellt. Das Werk ist auf Altgriechisch verfasst, sein Stil gilt als anspruchsvoll und recht schwierig. Inhaltlich ist Euagrios meistens zuverlässig; in der Bewertung der Herrscher legte er großen Wert auf „Tugenden“. Euagrios’ Absicht war es zwar, eine Kirchengeschichte zu verfassen (so entschuldigt er sich eigens dafür, militärische Kampagnen recht detailliert zu schildern), dennoch sah er sich offenbar auch in der Nachfolge der klassischen antiken Profangeschichtsschreibung. Dies zeigt auch seine Auflistung mehrerer Geschichtsschreiber der Vergangenheit, von denen einige nur dem Namen nach bekannt sind (etwa Nikostratos von Trapezunt und ein gewisser Eusebios, von manchen Forschern – allerdings wohl unzutreffend – mit Eusebius von Nantes gleichgesetzt).
Euagrios verarbeitete in seiner Kirchengeschichte mehrere, weitgehend sehr gute Quellen. Als eine Vorlage diente ihm unter anderem das Werk des Eustathios von Epiphaneia; er griff außerdem möglicherweise auf das Werk seines Verwandten Johannes von Epiphaneia zurück. Mit Sicherheit benutzte er die Kirchengeschichte des Zacharias von Mytilene sowie die „weltlichen“ Geschichtswerke des Priskos und des Prokopios von Caesarea. Es gibt Hinweise darauf, dass das Werk des Euagrios innerhalb kurzer Zeit verfasst wurde; so verzichtete er ausdrücklich darauf, sich eine Abschrift der Historien des Agathias zu beschaffen, obwohl ihm dies aufgrund seiner guten Kontakte wahrscheinlich möglich gewesen wäre.
Insbesondere Euagrios’ Schilderung der Perserkriege enthält wichtige Informationen. So wird in Buch 4 auf die Kämpfe zur Zeit Justinians I., in Buch 5 auf die nachfolgenden Kämpfe unter Justin II. (den er sehr negativ beurteilt) und Tiberios I. sowie in Buch 6 auf die Ereignisse im Osten in der Zeit des Maurikios eingegangen. Auch die Flucht des Perserkönigs Chosrau II. zu den Römern (590) wird von Euagrios beschrieben. Euagrios scheint einiges Interesse am Perserkrieg gehabt zu haben, denn neben diesen Ausführungen in seiner Kirchengeschichte hat er zumindest mit dem Gedanken gespielt, eine separate Darstellung diesbezüglich schreiben zu wollen.
In Hinblick auf Regionen außerhalb von Syrien bietet er (mit Ausnahme von Konstantinopel) hingegen eher wenig Informationen; zum Teil wird dies mit religiösen Argumenten gerechtfertigt, wobei ihm etwa Ägypten als Hort von Heidentum und Häresie galt.

## Ausgaben und Übersetzungen
Eintrag in Clavis Historicorum Antiquitatis Posterioris (CHAP).
- Adelheid Hübner (Hrsg.): Evagrius Scholasticus. Historia ecclesiastica – Kirchengeschichte (Fontes Christiani 57). Griechisch-deutsch. 2 Bde. Brepols, Turnhout 2007.
- Michael Whitby (Übersetzer): The Ecclesiastical History of Evagrius Scholasticus. Translated Texts for Historians. Liverpool University Press, Liverpool 2000 (englische Übersetzung mit Kommentar).